# Waren- und Leistungskreditbetrug
Beim Warenkreditbetrug und Leistungskreditbetrug handelt es sich um zwei kriminologische Deliktsbezeichnungen, bei welchen meist online oder per Telefon, aber auch persönlich (bspw. in Ladengeschäften) unter Angabe fremder Personen- und/oder Zahlungsdaten Bestellungen aufgegeben werden, mit dem Ziel die Ware oder Leistung für sich oder Dritte zu erlangen ohne selbst dafür zu zahlen.
Der Begriff leitet sich vom Betrügen über die Absicht oder Fähigkeit der Zahlungsleistung (die „Kreditwürdigkeit“, lat. credere, jmnd. vertrauen, glauben) für die bestellte Ware oder Leistung her. Beim Waren-/Leistungsbetrug hingegen wird zwar gezahlt, jedoch erhält der Käufer keine Ware/Leistung.
Strafrechtlich sind maßgeblich die Tatbestände des Betruges (§263 StGB) und des Computerbetruges (§263a StGB) einschlägig. Je nach Modus Operandi können aber auch weitere Delikte, wie z. B. Fälschung beweiserheblicher Daten, Urkundenfälschung, Ausspähen von Daten und Geldwäsche tateinheitlich oder -mehrheitlich betroffen sein.

## Modus Operandi
Bei der Tatbegehung werden zunächst fremde Personendaten gesammelt (Social Media Plattformen, Klingelschilder, Lebensläufen oder anderen freien Quellen im OSINT), ausgespäht oder gekauft. Mit diesen werden sodann mit kostenlosen, anonymen E-Mail-Anbietern Onlinebestellungen auf Rechnung, Finanzierung, Lastschrift oder mit den erlangten Zahlungsdaten aufgegeben. Aufgrund der wirtschaftlichen Bestrebungen nach (vermeintlich) gutem Service, liefern viele Internethändler die Ware bereits vor Eingang der Zahlung oder genauerer Überprüfung der persönlichen Daten aus.
Häufig werden hochwertige Mobiltelefone bestellt, welche sich schnell über anonyme Plattformen wie Ebay Kleinanzeigen oder an unseriöse Mobilfunk-An-und-Verkaufsgeschäfte weiterverkaufen (vgl. Hehlerei) lassen. Da seit dem 1. Juli 2017 SIM-Karten nicht mehr anonym verkauft werden dürfen, werden zum Erlangen von Mobilfunkgeräten oft entwendete oder verlorere Personaldokumente missbraucht. Häufig werden hierzu betrügerische Mobilfunkverträge abgeschlossen, um bereits nach Leistung einer vergleichsweise kleinen Anzahlung die angestrebte Ware zu erlangen.
Betroffene erhalten meist erst Wochen nach der Bestellung, nachdem mehrere E-Mail-Zahlungserinnungen an das anonyme E-Mail-Konto gesandt wurden, Rechnungs- oder Mahnschreiben, prüfen ihre Bankkonten oder erhalten Mitteilung über kompromittierte PayPal-Accounts, wodurch die polizeilichen Ermittlungen zusätzlich erschwert werden.

## Waren-/Paketagent
Eine Sonderform des Warenkreditbetruges im Zusammenhang organisierter Kriminalität (bandenmäßige, gewinnorientierte Kriminalität) stellen sogenannte Waren- oder Paketagenten dar. Diesen wird auf Online-Job-Plattformen Geld für das Empfangen, ggf. Öffnen und „Kontrollieren“ sowie abschließendes Weiterleiten an vorgegebene Adressen (zumeist im osteuropäischen Ausland) angeboten. Nachdem diese sich beim vermeintlichen Arbeitgeber mit ihren persönlichen Daten „beworben“ haben, werden ohne deren Wissen die Bestellungen nicht nur an deren Liefer- sondern auch an deren Rechnungsanschrift aufgegeben. Da als Zielgruppe insbesondere auf Personen abgestellt wird, die ohnehin einen schwierigen Zugang zum weiteren Arbeitsmarkt haben (Ausländer, Alleinerziehende usw.), ist diese Begehungsform besonders verwerflich. Einerseits erheben nämlich nun die Firmen Forderungen die ausgelieferten und erhaltenen Bestellungen zu bezahlen, andererseits kommt es oftmals zu Verurteilungen wegen Geldwäsche, da unterstellt wird, dass der Paketagent „fahrlässig“ (bedingt vorsätzlich) zur Verschleierung unrechtmäßig erlangter Vermögenswerte (§ 261 StGB) beigetragen habe.